# Should've Said No
Should've Said No è una canzone della cantante statunitense country pop Taylor Swift, estratta come quinto ed ultimo singolo dal suo album di debutto Taylor Swift. Il singolo è stato pubblicato il 19 maggio 2008 dall'etichetta discografica Big Machine Records.
Per aver venduto più di un milione di copie, il singolo è stato certificato disco di platino negli Stati Uniti.

## Classifiche
| Classifica (2008)     | Posizione massima |
| --------------------- | ----------------- |
| Canada                | 67                |
| Nuova Zelanda         | 18                |
| Stati Uniti           | 33                |
| Stati Uniti (Country) | 1                 |